# Bofors HPM Blackout
Bofors HPM Blackout är ett mikrovågsvapen som genererar elektromagnetisk verkan i form av HPM, High Power Microwave. Verkansformen är icke-dödlig och målen är mer eller mindre avancerad elektronik.